# Уинстон (округ, Миссисипи)
Округ Уинстон (англ. Winston County) — округ штата Миссисипи, США. Население округа на 2000 год составляло 20160 человек. Административный центр округа — город Луисвилл.

## История
Округ Уинстон основан в 1833 году.

## География
Округ занимает площадь 1572.1 км2.

## Демография
Согласно переписи населения 2000 года, в округе Уинстон проживало 20160 человек (данные Бюро переписи населения США). Плотность населения составляла 12.8 человек на квадратный километр.